# Classe Iphigénie
La classe Iphigénie est un type de douze frégates de 32 canons conçue pour la Marine royale, puis pour la Marine nationale française.

## Navires de la classe Iphigénie
- L' Iphigénie : frégate de 32 canons construite  à l'arsenal de Lorient pour la Marine royale française. Lancée en 1777, peu de temps avant l'entrée en guerre de la France dans la guerre d'indépendance des États-Unis, elle fait partie de la vague de lancement en frégates destinée cette année-là à rattraper le retard pris sur la Royal Navy. Elle est la première de sa classe.
- L’Amazone : frégate de 32 canons type Iphigénie (1778-1797). Construite au chantier de Saint Malo et commencé en août 1877, elle est mise à flot le 11 mai 1778 et mise en service au mois de juillet 1778. Retiré en janvier 1797. Caractéristiques : 620 tonnes ; 44,2 × 11,2 × 4,9 m[1].
- La Surveillante : mise en service à l'arsenal de Lorient en 1778 et sabordée en janvier 1797.
- La Bellone : frégate de 32 sous le commandement d'Antoine Melchior Gaspard de Bernier de Pierrevert. Conçue sur les plans de Léon Guignace, elle prit par à la guerre d'indépendance des États-Unis dans l'Océan Indien avec l'escadron sous les ordres de Suffren.